# Котелно отделение
Котелно отделение (на английски: boiler compartment, boiler-room) – специално помещение в съда или кораба, в което се поставени парните котли на главната енергетична установка, а също оборудването и устройствата, необходими за същинската работа на котлите. Също може да помещава редица други спомагателни механизми на кораба. Разположението на котелните отделения на кораба може да се редува с разположението на машинните отделения (ешелонно разположение на енергетична установка) или да са разположени едно зад друго (линейно разположение на енергетична установка). Варианта в които разположението на парните котли в един отсек с парната машина или турбина се натича машинно-котелно отделение.